# Austrofundulus rupununi
Austrofundulus rupununi es una especie de pez de la familia de los rivulinos en el orden de los ciprinodontiformes.

## Distribución geográfica
Se encuentran en Sudamérica: Guayana.